# Прво српско велосипедско друштво
Прво српско велосипедско друштво основано је у Београду 23. децембра 1884. За председника Друштва изабран је Милорад Терзибашић. Терзибашић је 8. јануара 1887. покренуо издавање месечника Велосипедски лист, а то је истовремено био и први спортски лист у Србији. Штампано је девет бројева. На месту где је данас Дом Војске Србије, Терзибашић је подигао друштвени дом и направио прву кружну бициклистичку стазу (велодром).
За потребе велодромизма, Друштво је у Београду изградило два велодрома, а за пропаганду обезбедило је и већи број бицикла. Приређиване су пропагандне трке и организоване веће туре. Ђорђе Нешић, касније очни лекар, професор Универзитета и академик САНУ, обишао је бициклом многе крајеве Србије, а члан драме Народног позоришта Љубомир Станојевић, познати као успешан гимнастичар, превезао је туру Београд—Цетиње—Београд.
Прво бициклистичко првенство Београда одржано је 2. јуна 1896. на стази од 14 км. Победник је био Светолик Савић, један од најбољих бицикиста Југославије до Првог светског рата. Прво бициклистичко првенство Србије организовано је 5. октобра 1897. на стази од 92 км Београд—Смедерево—Београд. Стартовало је 10 бициклиста. Победник је био Херцеговац Ђорђе Попара, који је стазу прешао за 5 часова, 13 минута и 32 секенде.
На територији данашње Србије у 19. веку су бициклистички клубови били ретка појава. Познато је да је у данашњем Зрењанину 1896. године основан бициклистички клуб.